# Kamijima
Kamijima (jap. 上島町 Kamijima-chō) – miasto w Japonii, w archipelagu wysp Geiyo, w prefekturze Ehime. Według danych na rok 2020 miejscowość zamieszkiwało 6 509 mieszkańców , a gęstość zaludnienia wyniosła 214,3 os./km².